# Internationales Wasserzentrum
Das Internationale Zentrum für Wasserressourcen und globalen Wandel (abgekürzt ICWRGC für englisch International Centre for Water Resources and Global Change) ist eine unabhängige Einheit im Dienste der Mitgliedstaaten und der Assoziierten Mitglieder der UNESCO. Es wurde am 9. Juli 2014 in Berlin gegründet und steht unter der Schirmherrschaft der Organisation der Vereinten Nationen für Erziehung, Wissenschaft und Kultur in Deutschland. Das ICWRGC ist bei der Bundesanstalt für Gewässerkunde in Koblenz untergebracht.

## Aufgaben
Das Zentrum
- strebt nach nachhaltiger Entwicklung und integrierter Bewirtschaftung der Wasserressourcen,
- untersucht und forscht mit Bezug zur nachhaltigen Entwicklung von Wasserressourcen,
- bietet Seminare, Workshops, Lehrgänge, Konferenzen und regelmäßige Publikationen und multimediales Lernen an und
- arbeitet mit dem Weltdatenzentrum Abfluss (Global Runoff Data Centre) und dem Weltzentrum für Niederschlagsklimatologie (Global Precipitation Climatology Centre) zusammen.

(Art. 6 des Abkommens)